# Audi Sportback Concept
Das Audi Sportback Concept ist ein von Audi auf der North American International Auto Show (NAIAS) 2009 vorgestelltes Konzeptfahrzeug. Das Konzept baut auf der Plattform des für 2012 vorgesehenen Audi A6 C7 auf und wurde vom Hersteller in nur wenig veränderter Form als Audi A7 C7 in Serie gefertigt.
Technische Neuheiten, die anhand der Studie präsentiert wurden, sind ein Dieselmotor mit Brennraumsensoren, die die Steuerung der Verbrennung verbessern sollen und eine Abgasnachbehandlung mittels selektiver katalytischer Reduktion. Mit der Studie zeigte Audi auch veränderte Gestaltungselemente an der Karosserie und eine geänderte Fahrzeugform, die an das Modell Audi 100 Coupé S angelehnt ist.